# Sintetizador modular
El sintetizador modular es un tipo de sintetizador que existe en formas físicas y virtuales que consta de módulos especializados separados. Los módulos no están conectados entre sí por el fabricante pero el usuario puede conectarlos con cables de conexión, un sistema de conexiones de matriz o interruptores para crear un timbre. La salida (voltajes) de los módulos puede funcionar como señales de audio, voltajes de control o condiciones lógicas/temporales. Los módulos típicos son osciladores (operan sobre la frecuencia), filtros (espectro), amplificadores / compuertas (amplitud) y generadores de envolvente (control dinámico). 

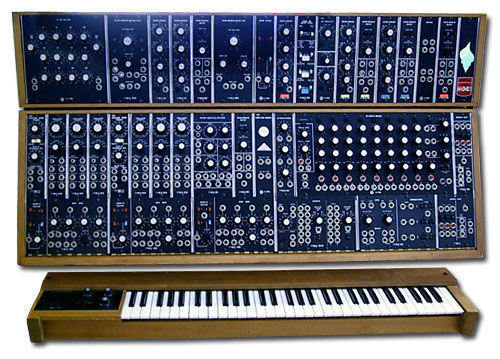
Un Moog 55 (c. 1972 a c. 1981)

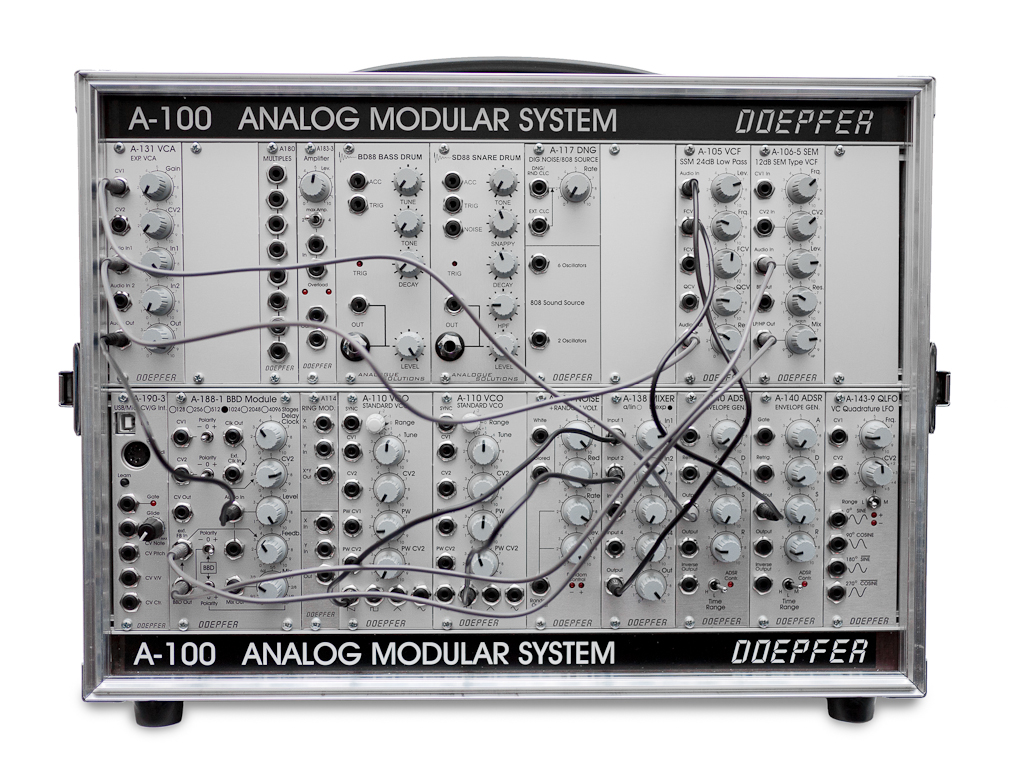
Un Doepfer A-100 (1995 hasta la fecha)

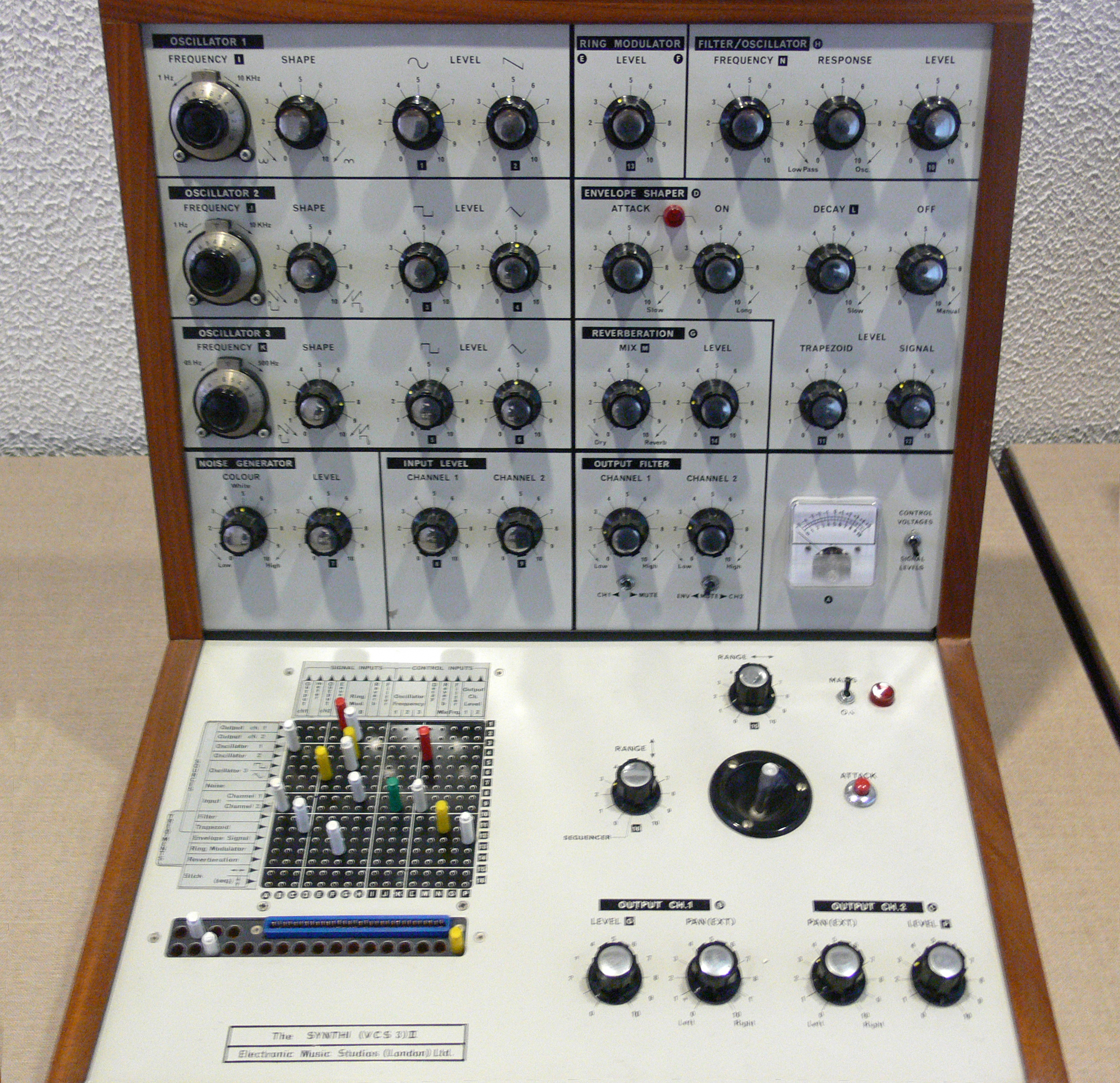
EMS Synthi (VCS 3) II

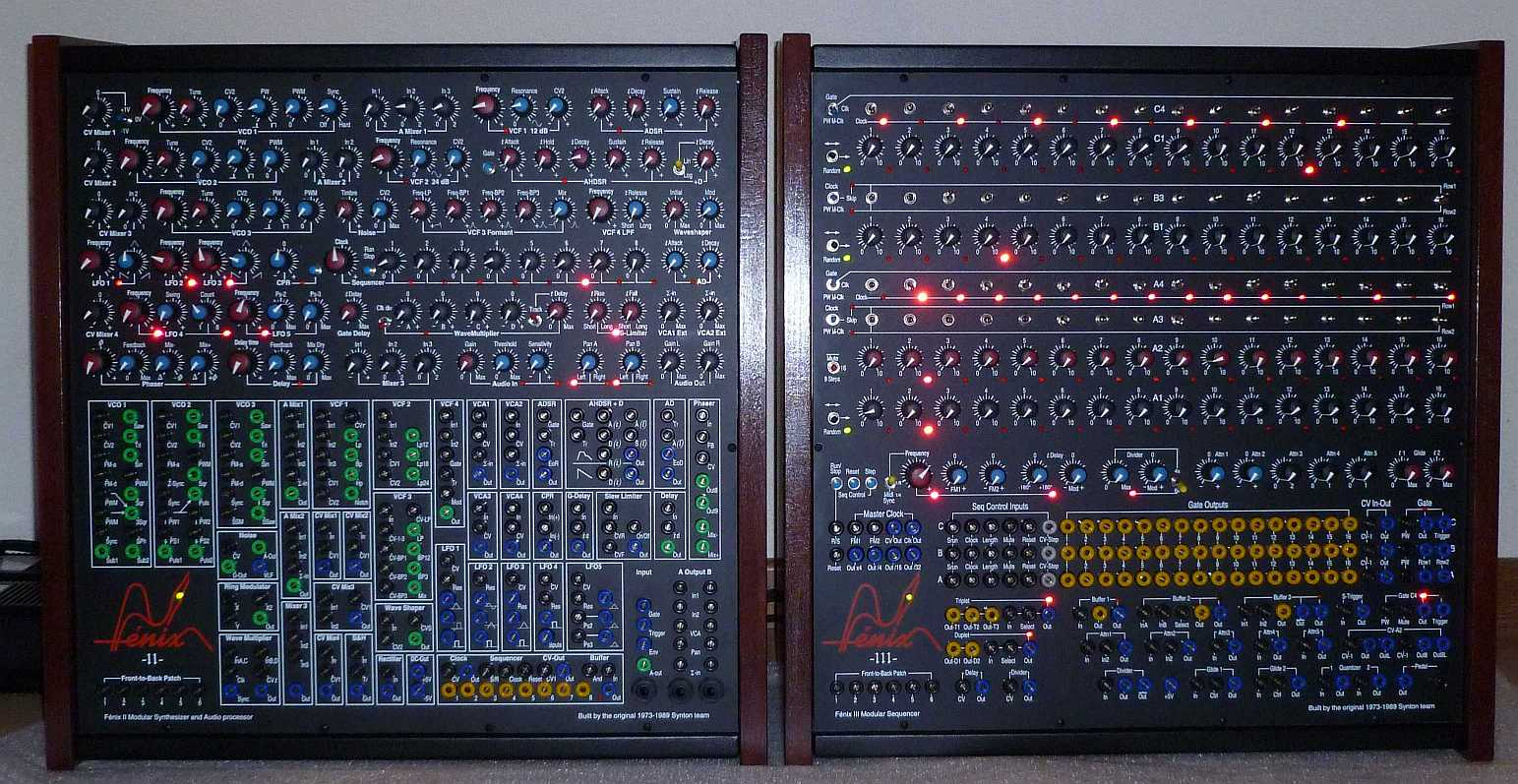
Último Fénix

## Tipos de módulos
Las funciones modulares básicas son: señal, control, lógica/tiempo. Típicamente, las entradas y salidas son una tensión eléctrica. 
La diferencia entre un módulo sintetizador y una unidad de efectos es que una unidad de efectos tiene tomas para la entrada y salida de la señal de audio y las perillas o interruptores para que el músico controle varios parámetros del dispositivo (por ejemplo, la velocidad de un pedal de chorus), mientras que un módulo sintetizador puede tener puertos para entrada y salida, pero también puede tener puertos para que los parámetros del dispositivo puedan ser controlados por otros dispositivos/módulos (por ejemplo, para conectar un oscilador de baja frecuencia externo a un módulo de retardo para obtener el efecto de coro) 
Existen muchos tipos diferentes de módulos. Los módulos con las mismas funciones básicas pueden tener diferentes entradas, salidas y controles, dependiendo de su grado de complejidad. Algunos ejemplos incluyen: el oscilador controlado por voltaje (VCO), que puede tener opciones de sincronización (dura o suave), modulación de frecuencia lineal o exponencial y forma de onda variable; el Filtro de Voltaje Controlado (VCF) que puede tener controles de resonancia y de ancho de banda; y el seguidor de envolvente, que puede proporcionar salidas en cada etapa del proceso. Los ejemplos de módulos más complejos incluyen el desplazador de frecuencia, el secuenciador y el vocoder. 
Existen algunos estándares que los fabricantes siguieron para su gama de sintetizadores físicos, como voltajes de control de 1V/octava y umbrales de puerta/disparo que brindan compatibilidad general; sin embargo, conectar sintetizadores de diferentes fabricantes puede requerir cables con diferentes tipos de enchufes. 
En el pasado, los sintetizadores modulares solían ser voluminosos y caros. Debido a la naturaleza continuamente variable de las perillas y los controles deslizantes, reproducir un parche exacto puede ser difícil o casi imposible. A fines de la década de 1970, los sintetizadores modulares comenzaron a ser suplantados en gran medida dentro de la música pop por sintetizadores digitales de teclado, racks de equipos conectados por MIDI y por samplers . Sin embargo, siguió habiendo una comunidad que eligió el enfoque de la intervención física, la flexibilidad y el sonido de los sistemas modulares tradicionales. Desde finales de los 90, ha habido un resurgimiento en la popularidad de los sintetizadores analógicos ayudados por las prácticas de estandarización, un aumento en el interés por equipamiento tipo "retro", menores costos de producción y mayor confiabilidad y estabilidad electrónica, la capacidad redescubierta de los módulos para controlar otras cosas además del sonido y una educación generalmente mejorada a través del desarrollo de sistemas de síntesis virtuales como VCV Rack, MAX / MSP, Pd, Reaktor, etc.

## Módulos típicos
Los módulos generalmente se pueden clasificar como fuentes o como procesadores
Algunos módulos estándar que se encuentran en casi cualquier sintetizador modular son: 
Fuentes (ver algunas a continuación) : caracterizadas por una salida, pero sin entrada de señal; puede tener entradas de control: 
- El VCO - Oscilador controlado por voltaje, es una fuente de voltaje continuo, que emitirá una señal cuya frecuencia es una función de los ajustes. En su forma básica, estas pueden ser formas de onda simples (generalmente una onda cuadrada o una onda de diente de sierra, pero también incluyen ondas de pulso, triángulo y sinusoidal), sin embargo, se pueden cambiar dinámicamente a través de controles como la sincronización, la modulación de frecuencia y la auto-modulación. .
- La fuente de ruido: es una fuente que genera un voltaje aleatorio. Los tipos comunes de ruido que ofrecen los sintetizadores modulares incluyen el ruido blanco, rosado y de baja frecuencia .
- El LFO: es un oscilador de baja frecuencia puede estar o no controlado por voltaje. Puede operarse con un período de tiempo desde un cuadragésimo de segundo hasta varios minutos. Generalmente se usa como voltaje de control para otro módulo. Por ejemplo, la modulación de un VCO producirá una modulación de frecuencia, y puede crear vibrato, mientras que la modulación de un VCA(ver abajo) producirá modulación de amplitud y puede crear un tremolo, dependiendo de la frecuencia de control. La onda rectangular se puede utilizar como una función lógica / temporal / disparador.
- El EG - El generador de envolvente es una fuente de voltaje transitorio. Un disparador ante una compuerta de un generador de envolvente, produce una transición de voltaje en relación con el tiempo. A menudo configurado como ADSR (Attack (ataque), Decay(Decaimiento), Sustain (sostenimiento), Release(liberación)) proporciona un voltaje transitorio que sube y baja. Puede ser activado por un teclado o por otro módulo en el sistema que produce un disparo de rápido aumento en presencia de una puerta. Por lo general, controla la amplitud de un VCA o la frecuencia de corte de un VCF, pero la estructura de conectores del sintetizador hace posible utilizar el generador de envolvente para modular otros parámetros, como la frecuencia o el ancho de pulso del VCO. A veces están disponibles EGs más simples (AD o AR) o más complejos (DADSR: Retardo, Ataque, Decaimiento, sostenimiento, Liberación).
- El secuenciador, también llamado a veces secuenciador de pasos analógicos, es una familia de tipos de módulos compuestos que pueden ser una fuente o un procesador. Como fuente, dependiendo de la configuración, puede producir una secuencia de voltajes, que generalmente se establecen ajustando los valores en los mandos del panel frontal. El secuenciador también puede generar un disparador, y/o puerta, en cada paso (etapa). Los secuenciadores pasan por un disparador que se aplica a la entrada del disparador. Los distintos diseños pueden permitir avanzar o retroceder, patrones oscilantes, patrones en orden aleatorio o solo usar un número limitado de etapas. Un ejemplo de un secuenciador y controlador analógico con este nivel de complejidad es la combinación Doepfer A-154, A-155.

Procesadores - caracterizados por una entrada de señal y una salida; puede tener entradas de control: 
- VCF: es el filtro controlado por voltaje, que atenúa las frecuencias por debajo de una determinada frecuencia  (paso alto), por encima (paso bajo) o por debajo y por encima (paso de banda). Los VCF también pueden configurarse para proporcionar rechazo de banda (notch), por lo que las frecuencias altas y bajas permanecen mientras que las frecuencias medias se atenúan. La mayoría de los VCF tienen resonancia variable, a veces controlada por voltaje.
- VCA: amplificador controlado por voltaje, generalmente es un amplificador de ganancia unitaria que varía la amplitud de una señal en respuesta a un voltaje de control aplicado. La curva de respuesta puede ser lineal o exponencial. También se llama un multiplicador de dos cuadrantes.
- LPG -son las siglas de Low pass gate, es un módulo compuesto, similar a un VCA y un VCF, excepto que el circuito utiliza un optoaislante resistivo (control de vacío) para responder a la tensión de control, que también filtra el sonido a medida que se amplifica, permitiendo más Información de alta frecuencia a través de amplificaciones más altas.
- RM - Modulador de anillo - Se utilizan dos entradas de audio para crear frecuencias de suma y diferencia mientras se suprimen las señales originales. También se llama un multiplicador de cuatro cuadrantes o modulador equilibrado.
- Mezclador - Un módulo que combina voltajes.
- Limitador de giro : Un limitador de giro es un dispositivo que suaviza una señal entrante, limitando la tasa máxima de cambio de la tensión de salida a lo largo del tiempo. Suele ser un filtro de paso bajo de sub-audio. Cuando se usa en una ruta de control de voltaje a un oscilador, esto se puede usar para crear deslizamiento o portamento entre las frecuencias.
- S&H: muestra y espera, generalmente se utiliza como un procesador de control de voltaje. Dependiendo del diseño, generalmente un borde ascendente (disparador), captura el valor del voltaje en la entrada y genera este voltaje hasta que la entrada del disparador lee otro voltaje y repite el proceso.
- El secuenciador, (véase también más arriba), como procesador, puede tener una entrada de señal en cada paso (ubicación o etapa), que se emite cuando se pasa a. Un ejemplo de este tipo de secuenciador es el Doepfer A-155.
- Entradas de control personalizadas: es posible conectar cualquier tipo de voltaje a un sintetizador modular siempre y cuando permanezca en el rango de voltaje utilizable del instrumento, generalmente de -15 V a + 15 V.

## Fabricantes históricos
Los primeros sintetizadores modulares comerciales fueron desarrollados, en paralelo, por RA Moog Co. y Buchla en 1963. Sus diseños se inspiraron en las innovaciones del inventor Hugh Le Caine, particularmente su implementación de voltaje de control en el saco electrónico . Moog también fue influenciado por los secuenciadores de Raymond Scott . Buchla fue influenciado por su trabajo sobre computadoras analógicas . El sintetizador amplió el espectro y facilitó en gran medida la creación de música electrónica, que antes se realizaba mediante el empalme de la cinta, el uso de osciladores electrónicos primitivos y los instrumentos electrónicos o electromecánicos anteriores, como el theremin y el Ondes Martenot . EMS (1969), ARP (1969), EML (1969), Wavemakers (1971), E-mu (1971), Serge (1972), Aries y Polyfusion (1975) pronto llegarían. 
La compañía japonesa Roland lanzó el Roland System 100 en 1975, seguido por el Roland System 700 en 1976, y el Roland System 100m a principios de los años ochenta. 
También en la década de 1970, había al menos tres proveedores de kits de electrónica de pedido por correo, Paia Electronics, E-mu y Aries, que comercializaban diferentes líneas de sistemas simples sintetizadores modulares de "hágalo usted mismo" . El sistema Aries fue modelado en los circuitos producidos por Bernie Hutchins y publicado como Electronotes . Un gran sintetizador de matriz de pines, el ETI 4600, se ofreció en un kit desde 1973 en la revista Australian Electronics Today International (ETI). En el Reino Unido, en la década de 1980, el sintetizador modular Digisound 80, diseñado principalmente por Charles Blakey, fue vendido como un kit por la empresa Digisound Ltd. Muchos de los primeros módulos aparecieron a principios de la década de 1980 como artículos de construcción en dos revistas británicas de electrónica. - Electronics Today International (ETI) y Electronics & Music Maker (E&MM).
Además de los sintetizadores fabricados, se han creado sistemas a medida notables creados para uso personal o académico sin la intención de convertirse en un producto, por ejemplo, la construcción SalMar de Sergio Franco. . El sintetizador modular masivo de Joseph A. Paradiso se encuentra entre los sintetizadores diseñados y construidos en casa más grandes del mundo. 

## Fabricantes modernos de sintetizadores modulares de hardware  (alfabético).
Las ofertas de hardware van desde sistemas completos en estuches hasta kits para constructores aficionados de "hágalo usted mismo". Muchos fabricantes aumentan su gama con productos basados en re-diseños recientes de módulos clásicos; a menudo, tanto el diseño original como el posterior están disponibles de forma gratuita en Internet, ya que las patentes originales han caducado. Muchos diseñadores aficionados también ponen a disposición tableros de PCB descubiertos y paneles frontales para la venta a otros aficionados. 
- Buchla Electronic Musical Instruments (formerly Buchla & Associates)
- Doepfer Musikelektronik (A-100)
- Monde Synthesizer
- Moog Music (formerly Big Briar, formerly Moog)
- Synthesis Technology
- PAiA Electronics
- Analogue Systems
- Sound Transform Systems
- Studio Electronics
- Synthesizers.com
- Synton Fenix

## Especificaciones técnicas

### Factores de forma
Muchos de los primeros módulos de sintetizador tenían módulos con altura en pulgadas enteras: 11 "(por ejemplo, Roland 700), 10" (por ejemplo, Wavemakers), 9 "(por ejemplo, Aries), 8" (por ejemplo, ARP 2500), 7 "(por ejemplo,, Polyfusion, Buchla, Serge), 6 "(p. Ej., Emu) y ancho en múltiplos de 1/4" pulgada. Más recientemente, se ha vuelto más popular seguir el sistema estándar de 19 "Rack Unit: 6U (Wiard), 5U (8.75 "por ejemplo, Moog / Modcan), 4U (por ejemplo, Serge), 3U ( Eurorack ). 
Dos estándares de unidades de 3U en particular son notables: Frac Rack (p. Ej., Paia), que utiliza la totalidad de las 3U para el panel frontal, y Eurorack (p. Ej., Doepfer) que tiene un borde horizontal de 2 mm entre los que se asientan los paneles frontales. Existen otras variaciones menores en las que los fabricantes europeos o japoneses redondean una medición de U hacia arriba o hacia abajo hasta algún equivalente métrico más conveniente; por ejemplo, los módulos 5U comunes son exactamente 8.75 "(222.25 mm), pero los fabricantes no estadounidenses pueden preferir 220 mm o 230mm. 

### Eléctrico
Otras diferencias están en los enchufes que coinciden con tomas de 1/4 pulgada o 6,3 mm, tomas de 3,5 mm y tomas tipo banana, con la fuente de alimentación de CC principal (normalmente ± 15   V, pero que van desde ± 18   V a ± 12 V para diferentes fabricantes o sistemas), con voltajes de disparo o de compuerta (disparador Moog S o compuerta positiva), con niveles de señal de audio típicos (a menudo ±5 V con ±5 V de headroom), y con voltajes de control de voltios/octava (típicamente 1 V/octava, pero en algunos casos 1.2 V/octava.) La mayoría de los sistemas modulares analógicos usan un sistema en el que la frecuencia está relacionada exponencialmente con el tono (como 1 voltio/octava o 1,2 voltio/octava), a veces llamada "lineal" porque el oído humano percibe frecuencias en una forma logarítmica, con cada octava teniendo el mismo tamaño perceptivo; algunos sintetizadores (como Korg MS-20, ETI 4600 ) usan un sistema de voltios/hercios, donde la frecuencia (pero no el tono percibido) es lineal en el voltaje. 

## Sintetizadores modulares de software  (alfabético)
También hay sintetizadores de software para computadoras personales que se organizan como módulos interconectables. Muchos de estos son sintetizadores analógicos virtuales, donde los módulos simulan la funcionalidad de hardware. Algunos de ellos también son sistemas modulares virtuales, que simulan sintetizadores modulares históricos reales. 
- AudioMulch
- Arturia Modular V
- Bidule
- ChucK
- CreamwareAudio Modular III
- Csound
- Doepfer
- MaxMSP
- Moog Model 15
- Kyma
- Pure Data
- Reaktor
- SunVox
- SuperCollider
- SynFactory
- VCV Rack[5]
- Wren for Windows (open-source)

Las computadoras se han vuelto tan poderosas y económicas que los programas de software pueden modelar de manera realista las señales, los sonidos y la capacidad de conexión de los modulares muy bien. Aunque potencialmente carecen de la presencia física de un generador de sonido analógico, de manipulación de voltaje real, de mandos, deslizadores, cables y LED, los sintetizadores modulares de software ofrecen infinitas variaciones y parches visuales a un precio más asequible y en forma compacta. 
Los formatos populares de complementos, como VST, pueden combinarse de manera modular. 

## Sintetizadores semi-modulares
Un sintetizador modular tiene un estuche o marco en el que se pueden colocar módulos arbitrariamente. Los módulos generalmente se conectan entre sí mediante cables de conexión y un sistema puede incluir módulos de diferentes fuentes, siempre que se ajusten a los factores de forma del caso y utilicen las mismas especificaciones eléctricas. 
Por otro lado, un sintetizador semimodular es una colección de módulos de un solo fabricante que hace un producto cohesivo, un instrumento. Es posible que los módulos no se puedan intercambiar y a menudo, una configuración típica se ha precableado. Sin embargo, el fabricante proporciona mecanismos para permitir al usuario conectar módulos en diferentes órdenes y, a menudo, para conectar componentes o módulos externos (elegidos y suministrados por el usuario) entre los del instrumento. 

### Sistemas matriciales
Los sistemas de matriz utilizan matrices de pines u otros conmutadores de punto de cruce en lugar de cables de conexión. Los ejemplos históricos con matrices de pines incluyen el EMS Synthi 100, EMS VCS-3, ETI International 4600, Maplin 5600 . El ARP 2500 utiliza un interruptor de matriz. 

### Sistemas de reconexión
Los diferentes módulos de un sintetizador semimodular están conectados entre sí en una configuración típica, pero el usuario puede volver a conectarlos con cables de conexión. Algunos ejemplos son ARP 2600, Anyware Instruments Semtex, Cwejman S1, EML101, Evenfall Minimodular, Future Retro XS, Korg MS-10, MS-20, MS-50, PS-3100, PS-3200 y PS-3300, Mungo Enterprises State Zero, Roland System 100 y Moog Mother-32 . 

### Sistemas reconfigurables electrónicamente
Los sistemas reconfigurables permiten que ciertas señales se enruten a través de módulos en diferentes órdenes. Los ejemplos incluyen el Oberheim Matrix y Rhodes Chroma, y Moog Voyager. 

## Sintetizadores modulares híbridos
Los sintetizadores modulares híbridos utilizan una combinación de hardware y software. En orden alfabético: 
- Arturia Origin by Arturia (fully self-contained)
- Clavia Nord Modular and Clavia Nord Modular G2 (these need an external computer to edit patches)
- Audiocubes

## Otras lecturas
- Austin, Kevin - Introduction to the Analog Synthesizer (1984 - 2017), Concordia University, Montreal, Canadá